# Berlancourt (Aisne)
Berlancourt es una comuna francesa, situada en el departamento de Aisne, de la región de Alta Francia.

## Demografía
| 112 | 122 | 120 | 117 | 112 | 93 | 103 | 111 |
| Para los censos de 1962 a 1999 la población legal corresponde a la población sin duplicidades (Fuente: INSEE [Consultar]) |     |     |     |     |    |     |     |